# Evelyn Fuchs
Evelyn Fuchs (* 10. Juni 1957 in Weimar; † 6. März 2011 in Wien) war eine deutsch-österreichische Regisseurin und Schauspielerin.

## Leben
Nach dem Schulabschluss im Jahr 1974 in Weimar erlernte sie zunächst den Beruf der Sekretärin. Schon während der Ausbildung bewarb sie sich an verschiedenen Schauspielschulen und wurde 1976 von der Schauspielschule in Rostock aufgenommen. Nach dem Studium folgte 1979 das erste Engagement am Kleist-Theater Frankfurt (Oder). 1985 verließ sie das Frankfurter Ensemble und wurde freie Schauspielerin. 1986 zog sie nach Berlin. In verschiedenen Gastrollen spielte sie an Theatern in Berlin, Nordhausen und Neustrelitz. 1987 verließ sie die DDR und ging nach Wien, wo ihr Ehemann, der Architekt Georgi Stefanov, bereits einige Zeit lebte. Sie spielte weiter an zahlreichen deutschen und österreichischen Bühnen, u. a. an Theatern in Kassel, Köln, Bad Godesberg, Wien, Klagenfurt, Heinburg (Kärnten), gastierte in Frankreich, Italien und Belgien.
Beeinflusst von Ruth Berghaus, deren Arbeitsmethoden sie im Jahr 1990 bei einer Regiehospitanz in Graz kennengelernt hatte, begann sie neben dem Schauspiel mit Regiearbeiten. Später, nach der Gründung des „Ariadne-Theater“ im Jahr 1994 in Wien folgten eigene Theaterproduktionen. Mit ihren Stoffbearbeitungen sprach sie vor allem jene Zuschauer an, die im Theater mehr über Menschen erfahren wollen, über Grenzbereiche, denen das Individuum ausgesetzt wird, über Brüche und schmerzliche Erfahrungen des Einzelnen in der Gesellschaft. Ihr besonderes Interesse war auf die großen Frauengestalten sowohl des antiken Theaters, als auch jene von Dramatikern des 19. Jahrhunderts und der Gegenwart gerichtet.
Mehrere ihrer Inszenierungen wurden vom Österreichischen Bundesministerium für Unterricht, Kunst und Kultur prämiert, darunter Fremdkörper (Andreas Staudinger) 2001, Flügel:Schlagen (Collage aus Texten von Heiner Müller 2006 und Die Kraft einer Hölle nach Clarice Lispector) 2008. Mit ihrer letzten Inszenierung Penthesilea – Traum ohne Flügel (nach Heinrich von Kleist) 2010 ging es ihr ein weiteres Mal um die Unvereinbarkeit von gesellschaftlichen Zwängen und individuellen Bedürfnissen, um die Darstellung des Unbewussten als mächtigste Kraft des menschlichen Denkens und Handelns.
Als Schauspielerin zeigte sie in den letzten Jahren besonders in den Inszenierungen von Andreas Hutter Bambiland (Elfriede Jelinek) 2005, Verkommenes Ufer. Medeamaterial (Heiner Müller) 2006 und in der Performance Und keine Hand. Zeit, Mörderin, alterslose (Heiner Müller) 2010 ihr großes darstellerisches Talent.
Evelyn Fuchs starb am 6. März 2011 in Wien. Sie wurde auf dem Weimarer Hauptfriedhof beigesetzt.
Ihr künstlerischer Nachlass befindet sich im Archiv der Akademie der Künste, Berlin.

## Theaterrollen (Auswahl)
- 1982: Heinrich von Kleist – Der zerbrochne Krug, als Eve (Regie: Wilfried Matukat; Kleist-Theater Frankfurt/Oder)
- 1983: Heiner Müller – Der Auftrag, als Erste Liebe (Regie: Hermann Schein; Kleist-Theater Frankfurt/Oder)
- 1984: Ödön von Horváth – Kasimir und Karoline, als Karoline (Regie: Hermann Schein; Kleist-Theater Frankfurt/Oder)
- 1985: Georg Büchner – Woyzeck, als Marie (Regie: Manfred Ernst; Stadttheater Nordhausen)
- 1985: Anton Tschechow – Der Kirschgarten, als Warja (Regie: Manfred Ernst; Stadttheater Nordhausen)
- 1987: William Shakespeare – Ein Sommernachtstraum, als Hippolyta/Titania (Regie: Hermann Schein; Friedrich-Wolf-Theater Neustrelitz)
- 1989: Edward Bond – Sommer, als Ann (Regie: Michael Klette; Landesbühnen Rheinland-Pfalz Neuwied)
- 1990: Helga David – Alma Windsbraut, als Alma (Uraufführung; Regie: Helga David; Wiener Festwochen/Eigenproduktion; Gastspiele in Rom, Genua, Prag)
- 1991: Bertolt Brecht – Trommeln in der Nacht, als Anna (Regie: Manfred Ernst; Bauturmtheater Köln)
- 1991: Jean Giraudoux – Kein Krieg in Troja, als Helena (Regie: Andreas Schäfer; Theater Kooperation Solingen)
- 1992: William Shakespeare – Richard der Dritte, als Lady Ann (Regie: Michael Klette; Staatstheater Kassel)
- 1992: Federico García Lorca – Das Publikum, als Julia (Regie: Manfred Ernst; Urania Theater Köln)
- 1994: James Joyce – Penelope, Monolog (Fassung: Evelyn Fuchs und Doris Hotz; Regie: Augustin Jagg; Feldkirch)
- 1995: Einar Schleef – Wezel, als Wezel (Uraufführung; Regie: Peter Staatsmann; Festival Thüringischer Herbst, Sondershausen)
- 1995: Christoph Hein – Ritter der Tafelrunde, als Jeschute (Regie: Johanna Tomek; Theater m.b.h. Wien
- 1995: Peter Barnes – Die Verhexten, als Königin Maiana (Österreichische Erstaufführung; Regie: Bruno Max; Scala Wien)
- 1996: William Shakespeare – König Lear, als Gonerill (Regie: Bruno Max; Scala Wien)
- 1996: An Kuohn – Emma, Monolog (Regie: Heike Gäßler, Tacheles Berlin)
- 1997: Georg Timber-Trattnig – Kap der guten Hoffnung, als Inez (Regie: Eva Brenner; klagenfurter ensemble Klagenfurt / WUK Wien)
- 1998: Heiner Müller – Der Auftrag, als Der Mann im Fahrstuhl (Regie: Eva Brenner; Projekttheater Wien)
- 1999: Howard Barker – Königshäuter, als Turner/Königin (Österreichische Erstaufführung; Regie: Johanna Tomek; Theater m.b.h. Wien)
- 1999: Elfriede Jelinek – WOLKEN. HEIM, als 1. Frau; Regie: Eva Brenner; Stadttheater Klagenfurt
- 2001: kassandra life during wartime bachmann, Monolog nach einer Erzählung von Christa Wolf und Texten von Ingeborg Bachmann (Bearbeitung: Susanne Wolf; Regie: Claudia Oberleitner; Theaterverein k.l.a.s., Heunburg/Kärnten)
- 2001: Zorica Radakovic – Die Nachbarin, als Vjera (Österreichische Erstaufführung; Regie: Johanna Tomek; Theater m.b.H. Wien)
- 2001: Bernd Liepold-Mosser – Flutlicht Fun Figur, als Lou (Uraufführung; Regie: Michael Zelenka; Schauspielhaus Wien)
- 2002: Howard Barker – A Hard Heart. Die Belagerung, als Praxis/Königin; Regie: Augustin Jagg; Theaterverein k.l.a.s., Heunburg/Kärnten)
- 2004: Ljudmila Sticker – Und ich schreibe aufs Blatt meine Gefühle, Monolog (Uraufführung, Bearbeitung: Laura Ippen; Regie: Nika Sommeregger; dietheater Wien – Konzerthaus; Gastspiel Kärnten)
- 2005: Elfriede Jelinek – Bambiland, Monolog (Regie: Andreas Hutter; Landestheater Vorarlberg Bregenz)
- 2006: Heiner Müller – Verkommenes Ufer / Medeamaterial / Landschaft mit Argonauten, als Medea (Regie: Andreas Hutter; Kunsthaus Bregenz)
- 2010: Heiner Müller – Und keine Hand. Zeit, Mörderin, alterslose, Monolog (Performance von Andreas Hutter; Theater Monty Antwerpen und Palais Kabelwerk Wien)
- 2010: Anton Tschechow – Ein Sommer auf dem Lande, als Arkadina (Regie: Erhard Pauer; Armes Theater Wien)
- 2011: Johann Nestroy – Der Zerrissene, als Engel (Bearbeitung und Regie: Andreas Hutter; Theater Nestroyhof Hamakom Wien)

### Regiearbeiten / Produktionen
- 1989: Gertrude Stein – keine keiner (Szenische Lesung; Theater Der Kreis Wien)
- 1995: Walter Jens – Ich ein Jud (Österreichische Erstaufführung; Bearbeitung: Evelyn Fuchs; Ruprechtskirche Wien; Gastspiele in Vorarlberg und Deutschland; Produktion: Projekttheater Vorarlberg)
- 1996: Christoph Hein – Drachenblut (Bearbeitung: Evelyn Fuchs; dietheater Konzerthaus Wien / Pandora-sietheaterfestival; Produktion: Ariadne-Theater)
- 1998: Oliver Reese – Bartsch, Kindermörder (dietheater Konzerthaus Wien; Gastspiel in der Justizanstalt Mittersteig Wien; Produktion: Ariadne-Theater)
- 1999: Dimitré Dinev – Russenhuhn (Nach Euripides Die Troerinnen; Uraufführung; WUK Theater Wien; Produktion: Ariadne Theater)
- 2000: Falk Richter – Gott ist ein DJ (klagenfurter ensemble Klagenfurt; dietheater, Konzerthaus Wien; Produktion: klagenfurter ensemble / Ariadne-Theater)
- 2000: Frauen-Stimmen. Heide Schmidt liest Gertrude Stein (Bühne im Hof St. Pölten; Produktion: Theater im Hof St. Pölten)
- 2001: Andreas Staudinger – Fremdkörper (Altes Hallenbad Feldkirch / Kosmos Theater Wien; Produktion: Projekttheater Vorarlberg)
- 2002: Ade, verböste Welt. Singspiel nach Texten und Liedern von Laurentius von Schnifis (Kapelle des Landeskonservatoriums Feldkirch; Produktion: Kulturkreis Schnifis)
- 2002: Ulrich Hub – Die Beleidigten (Pförtnerhaus Feldkirch / dietheater Konzerthaus Wien)
- 2003: Howard Barker – A House of Correction (Österreichische Erstaufführung; Heunburg / Kärnten; Produktion: Theaterverein k.l.a.s.)
- 2004: Wenn das Geheimnis zu eindrucksvoll ist, wagt man nicht zu widerstehen. Theaterstück nach Motiven der Erzählung Der kleine Prinz von Antoine de Saint-Exupéry (Schäxpir-Festival Linz CCL)
- 2005: Kinder der Kälte. TextBildTonCollage für ein theatrales Ereignis im öffentlichen Raum Wien (Produktion: Ariadne Theater)
- 2005: Charles Dyer – Unter der Treppe (Produktion: Stadttheater Mödling, Wien)
- 2006: flügel:schlagen. Theatraler Heiner-Müller-Parcours für vier Schauspielerinnen und eine Butohtänzerin (Produktion: Kosmos Theater Wien)
- 2007: Werner Schwab – Antiklimax (Produktion: Kosmos Theater Wien)
- 2008: Die Kraft einer Hölle. Performance für eine Tänzerin und Schauspielerin nach dem Roman von Clarice Lispector Die Passion nach G.H. (Produktion: Kosmos Theater Wien)
- 2009: Dea Loher – Land ohne Worte (Österreichische Erstaufführung; Produktion: Kosmos Theater Wien)
- 2010: Penthesilea – Traum ohne Flügel (Nach Heinrich von Kleist; Bearbeitung: Evelyn Fuchs; Produktion: Ariadne-Theater und Kosmos Theater Wien)

## Filmografie
- 1979: Polizeiruf 110: Die letzte Fahrt (TV-Reihe)
- 1980: Solo Sunny ("Arbeiterin")
- 1980: Polizeiruf 110: Der Einzelgänger (TV-Reihe)
- 1980: Oben geblieben ist noch keiner (TV)
- 1986: Treffpunkt Flughafen, Folge: Italienische Zimmer – Afrikanische Nacht (TV-Serie)
- 1986: Alles was Recht ist, Folge: Eine finstere Geschichte
- 1986: DEFA Kinobox, Folge: Feuerwehr
- 1987: Verborgene Wünsche, Regie: Georgi Popwassilew
- 1988: Der Staatsanwalt hat das Wort: Billig zu verkaufen (TV-Reihe)
- 1988: Ich liebe dich – April! April!
- 1990: Einer der auszog, das Gruseln zu lernen, Regie: Johannes Holzhausen
- 1992: VIS-A-VIS, Regie: Fredo Folcini
- 1993: Tschaikowskis Tod, Regie: Olaf Brühl